# Agatha Christie
Agatha Christie (Lady Mallowan, døbt Agatha Mary Clarissa Miller, født 15. september 1890 i Torquay, død 12. januar 1976 i Wallingford, Oxfordshire) var en engelsk kriminalforfatter.
Ifølge Guinness Rekordbog er Agatha Christie historiens bedst sælgende romanforfatter. Hun skrev 66 kriminalromaner og over 100 noveller. De er oversat til lige så mange sprog som William Shakespeares værker. Under pseudonymet Mary Westmacott skrev hun seks andre romaner.

## Livsforløb

### Barndommen
Agatha var tredje barn af Frederick og Clarissa Miller. Hendes søskende var Margaret Frary Miller (1879–1950), "Madge", som var 11 år ældre end Agatha, og Louis Montant Miller (1880–1929), "Monty".
Forældrene tilhørte den øvre middelklasse og var økonomisk sikret af faderens familie, hvis forretninger tillod, at ingen af dem behøvede at arbejde.
Agatha blev født ni år efter den yngste af sine søskende, og hun voksede op med en barnepige som sin nærmeste sociale kontakt. Agathas far lærte hende matematik og nogle basale færdigheder i andre fag, mens hun lærte sig selv at læse. Hun gik ikke i skole og manglen på jævnaldrende kammerater betød, at hun fantaserede og opfandt "usynlige væsener".
Da Agatha var 11 år, døde faderen, men alligevel havde moderen midler til, at hun som 16–årig kunne studere sang og klaver i Paris. Det var hendes første egentlige skolegang. Ved hjemkomsten til England udlejede moderen huset, og sammen tog de tre måneder til Egypten, som var en regulær feriedestination for velhavende englændere
Agatha havde allerede skrevet flere digte og noveller, men da hun viste en bekendt af familien et udkast til en roman, fik hun rådet: "Skriv digte og noveller!" Hun fulgte rådet, og fik flere digte trykt i tidsskriftet The Poetry review.

### Ungdommen
Den unge Agatha Christies relativt ubekymrede liv blev afbrudt af 1. verdenskrig, hvor hun arbejdede på et hospital som sygeplejerske. Juleaften 1914 giftede hun sig i hast med et relativt nyt bekendtskab, Royal Air Force-officeren Archibald Christie. Under krigen arbejdede hun først som frivillig Røde Kors-sygeplejerske på sygehuse og derefter som defektrice på et apotek. Det blev hendes omgang med de mange lægemidler og giftstoffer på apoteket, der inspirerede hende til mange værker.
Det unge ægtepar havde ikke megen tid til samvær, og først året efter krigen fik de deres første barn, Rosalind, født i 1919.
I 1920 fik Agatha Christie udgivet sin første roman De låsede døre med  Hercule Poirot som detektiven og Arthur Hastings som fortæller. Manuskriptet var færdigt i 1916 og blev sendt til flere forlag, men blev antaget af The Bodley Head, som havde haft det liggende i næsten to år. Da forlagsdirektør John Lane indvilligede i at udgive manuskriptet med små rettelser og forelagde en kontrakt på fem udgivelser, skrev hun under på aftalen og blev dårligt betalt for de første af sine senere så berømte bøger, som forlaget tjente tykt på.
Agathas eventyrlyst bidrog til, at ægteparret i januar 1922 efterlod deres datter hos hendes mormor. Forældrene tog på en rejse, hvor de skulle reklamere for en messe, som skulle afholdes i London i 1924. Rejsen, der førte parret til hele Commonwealth, begyndte i Sydafrika. Her blev de introduceret til surfing, og det formodes, at de er blandt de første briter, der har dyrket denne sport. Rejsen varede ca. otte måneder.

### Ægteskabet slår revner
I længden var ægteskabet med Archibald Christie, "Archie", ikke lykkeligt. Mens Agatha skrev løs for at opfylde sin kontrakt med forlaget, blev Archie forelsket i en yngre kvinde, Nancy Neele. I 1926 var Agatha fri af sin kontrakt, og hun udgav den nye bog The Murder of Roger Ackroyd (Hvem dræbte?) på et nyt forlag. Udgivelsen blev hendes egentlige gennembrud som "krimi–dronning". Hendes mors død samme år var imidlertid et chok, og det blev forstærket, da Archie indrømmede, at han havde en affære med Nancy Neele.
Den 3. december 1926 fik Agatha nok af det hele. Hun forlod hjemmet, efterlod sin havarerede bil og forsvandt.
Pressen var hurtigt ude med nyheden om den formodede bilulykke, og nu fortsatte plottet omtrent som handlingen i en Agatha Christie-roman: Hun efterlod flere breve, der kunne skabe mistanke om, at Archie havde myrdet hende. Politiet trak vod efter hendes lig i en sø, journalister indfandt sig i snesevis på "gerningsstedet", og mere end 1.000 frivillige strømmede til for at hjælpe med eftersøgningen.
Den 7. december udlovede dagbladet The Daily News en dusør på 100 britiske pund til den, der kunne give oplysninger om Christies opholdssted. Antallet af frivillige, der hjalp med eftersøgningen voksede til 15.000. En bekendt af Archie fortalte pressen, at han var mistænkt for at have myrdet Agatha.
Efter 11 dages intens eftersøgning fik en journalist et tip om, at Agatha opholdt sig på et hotel i Harrogate, hvor hun var indskrevet som Theresa Neele. Hun hævdede, at hun havde haft hukommelsestab og intet erindrede om episoden.. Det blev aldrig opklaret, hvordan hun nåede til hotellet. Den dramatiske episode skildres i filmen Agatha. Den havde premiere i 1979 med Vanessa Redgrave i hovedrollen og antyder, at Christie overvejede at myrde Nancy Neele.
Der opstod hurtigt rygter om, at Agatha havde iscenesat alt for at fremme salget af sin nye bog. Kriminalforfatteren Edgar Wallace understregede i en artikel, at det var yderst sandsynligt, at hun faktisk havde haft hukommelsestab. De fleste biografier understreger ligeledes, at Agatha, som var meget genert og nærmest frygtede pressen, aldrig ville reklamere for sig selv på denne måde.

### Professionel kriminalforfatter
Agatha Christie fik skilsmisse i 1928. Indtil da var hendes forfatterskab fortrinsvis en hobby, men nu skulle hun forsøge sig som forfatterinde. De første to romaner var vanskelige for hende at skrive, og hun fik bl.a. hjælp af sin svoger til at udforme manuskripterne til De fire store og Det blå Tog.
I 1929 fik hun succes med De syv Urskiver, som var en spændingsroman med afstikkere til spionage. Hun fandt denne genre nemmere at skrive end den almindelige kriminalroman.  Samme år skrev hun sin første roman med Miss Marple i hovedrollen. Den skulle være afveksling fra spændingsromanerne og Poirot-historierne; men hun vendte tilbage i 11 romaner og en række noveller.
I 1930 skrev hun den første af seks romaner under pseudonymet Mary Westmacott. Allerede i 1927 tilbragte hun for at genvinde kræfterne efter skilsmissen fra Archie en del tid i udlandet. En af disse rejser foretog hun med Orientekspressen til Istanbul og herfra til Bagdad, hvor hun mødte den 15 år yngre sir Max Mallowan, som hun var assistent for ved udgravninger i Syrien og Irak. Da han friede i 1930, tøvede hun, idet hun frygtede, at aldersforskellen ville føre til dårlig omtale. Men efter nogle ugers betænkningstid sagde hun ja til "ægteskab og partnerskab" Efter brylluppet fulgte hun ham på flere ekspeditioner, og især et besøg ved kongegravene i Luxor i 1931 gjorde stort indtryk på hende. selv udtalte hun, at det var en magisk oplevelse at følge disse udgravninger, hvor man med stor omhu sikrede sig værdifulde genstande. Om de indfødte indbyggere udtalte hun, at ingen kan have bedre venner end dem. "Ukomplicerede, varmhjertede og gæstfri."
På disse rejser fik hun inspiration til flere romaner og noveller, der foregår i arkæologiske miljøer. Bøgerne Mord i ørkenen fra 1936 og Stævnemøde med døden fra 1936 og 1938 er både mordgåder og beskrivelser af livet blandt arkæologer under en udgravning.
1930'erne blev et produktivt årti for Christie. Hun udgav 2–3 kriminalromaner om året og en række novellesamlinger, der ofte var baseret på de udgivelser, hun havde haft i ugeblade. Det er også i denne periode, hun bliver behæftet med betegnelsen "krimi–dronning". Det er dog uklart, hvorfra udtrykket egentlig stammer, men prædikatet blev anvendt af Raymond Chandler, der fandt plottet i Mordet i Orientekspressen særdeles kompliceret.
Efter et nyt besøg i Luxor i 1937 skrev hun teaterstykket Akhnaton om den ægyptiske Farao, som forsøgte at ændre den religiøse opfattelse til monoteisme og basere sit styre på fredsslutning med landets fjender. Stykket blev først opført i 1973.
Samme år skrev hun også en krimi Stumt Vidne, som bortset fra Tæppefald er den sidste roman med Arthur Hastings som fortæller i en Poirot-roman. I 1938 købte parret Greenway House som sommerresidens, hvor de tilbragte megen tid med at slappe af og holde selskaber. Men hun skrev aldrig manuskripter her.
Kort efter udbruddet af 2. verdenskrig overdrog ægteparret Mallowan deres sommerresidens til myndighederne, som oprettede et midlertidigt børnehjem. Agatha Christie arbejdede som sygeplejerske på University College Hospital i London, mens ægtefællen blev tilknyttet de britiske styrker i Nordafrika som tolk.
Ensom i London benyttede Agatha al sin fritid på at skrive romaner og noveller, og 2. verdenskrig var en af hendes mest produktive perioder. På hospitalet udbyggede hun sit kendskab til giftstoffer. Det udnyttede hun i flere romaner bl.a. Seksten år Efter (1943), der er anerkendt som en af hendes bedste.

### Efterkrigstiden
Efter 2. verdenskrig fortsatte Christie med at skrive mindst én roman om året. En del af dem er skrevet under indtryk af den sociale tilbagegang for den engelske middelklasse på landet, mens andre foregik i London, som Christie ofte besøgte for at deltage i kulturarrangementer. Fra 1948 genoptog hun sine rejser til Mellemøsten, hvor Max i ti år forestod udgravninger i Nimrud.
Christie havde i en årrække skrevet skuespil, hvoraf de fleste var baseret på hendes romaner eller noveller. I 1951 skrev hun Musefælden, som var en bearbejdning af et radioteaterstykke fra 1947. Novellen Tre blinde mus er baseret på samme handling. Stykket havde premiere i 1952 og har siden været opført på forskellige teatre i London. Fra 1974 til i dag på St. Martins Theatre. Det er den hidtil længste periode, et skuespil har været opført uden afbrydelser.

### De sidste år
Også i 1960'erne steg salgstallene støt, men kritikerne fandt, at hun producerede færre usædvanlige plots og skrev flere dårlige romaner end tidligere. De anerkende dog, at hun i enkelte tilfælde stadig kunne overraske med en "perle". I 1965 afsluttede hun sin selvbiografi, som hun havde skrevet på i 15 år. Hovedvægten er lagt på at forklare, hvorledes hun skrev sine bøger; privatlivet holder hun som hovedregel skjult, og hun giver ingen forklaring på sin forsvinden i 1926. Bogen blev først udgivet efter hendes død.
I 1972 blev Agatha Christie hædret med Dame Commander of The British Empire, og samme år blev hun indlemmet i samlingen af voksfigurer på Madame Tussaud's i London. I de sidste år af sit liv var Christie fysisk svag, men åndsfrisk. Hun døde "roligt og fredfyldt" den 12. januar 1976.

## Krimidronning
Agatha Christies vedvarende succes, som blev udbygget af mange film og tv-spil, skyldtes bl.a. hendes tidløse persongalleri og usædvanlige plot. I mange af hendes bøger er et begrænset antal personer afsondret fra omverdenen – fx i en engelsk landsby, på en arkæologisk ekspedition, på en øde ø eller i et tog, som er kørt fast i sneen. Kredsen af mistænkte er derfor klart afgrænset. Christie indbyder læseren til at samle brikkerne til et puslespil, men har en særlig evne til at lægge et røgslør over den afgørende brik, hvilket medvirker til, at løsningen på mysteriet næsten altid er original og overraskende.
Robert Barnard nævner tre forhold, som Christie mestrer bedre end nogen anden krimiforfatter.
1. Hun placerer både ægte og falske spor naturligt i personernes samtale.
2. Ingen person kan uanset position eller tilsyneladende sympatiske karaktertræk udelukkes som morder.
3. Opklaringen diskuteres normalt helt åbent, men (naturligvis) lyver morderen om sin færden.

Hendes kritikere hævder bl.a., at hun skriver primitivt, og den amerikanske litteraturhistoriker Edmund Wilson brugte Christie som et eksempel på krimiens generelt dårlige kvalitet. I et essay omtaler han hendes personbeskrivelser som en beskrivelse af brikker på et skakbord. 
Mens hendes tilhængere fremhæver, at Agatha Christie bedre end nogen af sine konkurrenter forstod, at en krimi ikke handler om "finkulturelle" beskrivelser af personerne, men om at give læseren brikker til det puslespil, der er essensen i opklaringen af en mordgåde.
"Men den egentlige grund til Christies succes som populær forfatter er den måde, hvorpå hun strukturerer sine bøger som en vekselvirkning mellem fremadskridende mystifikation og fremadskridende opklaring (...) hvor alle tilsyneladende komplikationer falder på plads i det afsluttende kapitel og danner en helhed, som forklarer alle de forhold, som hidtil har forbløffet os."

### Miljø- og personkarakteristik
Den engelske landsby og de sociale og strukturelle ændringer, den gennemgår fra 1916 til 1973, er velbeskrevet i Christies romaner. Især Miss Marple og hendes bekendte kommenterer ofte udviklingen i landsbykulturen.  En række af landsbyromanerne er baseret på et studium af hverdagslivet i den engelske middelklasse og formidles af et talerør fra middelklassen:
| Citat | Miss Lyalls hobby var – som allerede bemærket – at studere sine medmennesker. I modsætning til de fleste andre englændere var hun i stand til at give sig i snak med fremmede, så snart hun så dem, i stedet for (at følge).. britisk skik og brug. | Citat |
|       | |       |

Gennem sine studier af middelklassen får Miss Lyall – i lighed med Miss Marple – indsigt i ondskabens natur. Christie nævner flere gange i sin selvbiografi, at "ondskaben" findes overalt. Hun var villig til at indrømme, at det kunne skyldes en dårlig opvækst, men mente alligevel, at det i sidste instans var et spørgsmål om den enkeltes ansvar. Af samme grund var hun tilhænger af dødsstraf. Alligevel tillod hun i nogle få af sine romaner og noveller, at en skyldig undgik straf, når det var i overensstemmelse med plottet. Det omtales som et eksempel på, at hun ikke lod sin personlige holdning influere på pointen.
Middelklassens selskabelige liv var et af de temaer, hun ofte beskrev i 1930'erne, mens den økonomiske tilbagegang på landet i 1950'erne og butiksdøden for småhandlende blev kommenteret efter 2. verdenskrig. I Invitation til mord og Dommen er afsagt fra begyndelsen af 1950'erne er der en udbredt byttehandel i de små landsbyer, hvor husene forfalder og mange midaldrende hjemmegående kvinder må påtage sig forefaldende arbejde.
I løbet af 1960'erne lader Christie ofte sine personer kommentere ungdommens "moralske forfald", der beskrives således i 1962:
Menneskene forekom også uvirkelige. De unge kvinder i lange bukser, de temmelig skumle unge mænd og drenge, de femtenårige pigers yppige barme.
Som en kontrast hertil står en del af de værker, hvor Christie henlægger handlingen til feriesteder i Sydengland, Grækenland, Mellemøsten eller Caribien. Her består personkredsen ofte af succesrige mennesker, der ikke behøver at arbejde, men er impliceret i en drabssag: som vidner, ofre eller gerningsmænd. De fleste af disse plot er et resultat af komplicerede planer, hvor morderen sikrer sig et alibi, som regel fordi visse dele af handlingen ses fra gerningsmandens synspunkt.
Det er også bemærkelsesværdigt, at hun – som var stærk tilhænger af det britiske retsvæsen – skildrede, at det i enkelte tilfælde begik justitsmord. Det er mest oplagt i Seksten år efter, men der er også andre eksempler, hvor en detektiv kæmper mod tiden for at redde en anklaget fra galgen som i Dommen er afsagt.
Det er yderst sjældent, at repræsentanter for arbejderklassen eller tjenestefolk begår mord i en Christie-fortælling. Den eneste butler, der viser sig at være skyldig i drab, er en skuespiller forklædt som butler. Talemåden "Det er altid butleren, der har gjort det", er derfor yderst misvisende om Christies romaner.

## Detektiver
Agatha Christie skrev flere spændingsromaner, hvori amatører var involveret i opklaringen. Den første af dem, Den hemmelige modstander, handler om Tommy og Tuppence, et ungt, eventyrlystent pars jagt på en "mesterforbryder".
I begyndelsen af karrieren vekslede Christie mellem denne type roman, hvor hun kunne tillade sig at identificere sig med heltinden, og de kriminalromaner som grundlagde hendes ry som førende inden for genren. Her er opklaringen lagt i hænderne på en enlig, uafhængig person, hvis hovedopgave er at opklare en mordgåde. De to mest kendte af denne type "opklaringsmaskine" er detektiverne Hercule Poirot og Miss Marple. Lejlighedsvis forestår andre, hvoraf nogle kun forekommer i et enkelt plot, opklaringen. Dog medvirker politiinspektør Battle i flere romaner både i rollen som den politiofficer, der ikke kan måle sig med Poirot, og i rollen som den egentlige hovedperson i opklaringsarbejdet.
Senere i karrieren skrev hun overvejende romaner med krimien som udgangspunkt, mens de rene spændingsromaner forekom sjældnere. Hendes sidst skrevne bog, Skæbnens bagveje fra 1973 er dog en nostalgisk tilbagevenden til Tommy og Tuppence
"Det er bedst (og nemt) at glemme den.", skriver en anmelder, idet han bl.a. hentyder til, at et utal af sætninger begynder med "Kan du huske..", men det viser sig, at begge hovedpersoner stort set intet kan huske!

### Miss Marple
Under 2. verdenskrig skrev Christie to romaner om de to store detektiver Hercule Poirot og Jane Marples sidste sager. De fik titlerne Tæppefald og Hun døde ung. Begge manuskripter blev forseglet og lå i en bank i over tredive år og blev først frigivet til offentliggørelse af Christie, da hun før sin død indså, at hun ikke kunne skrive flere romaner. Christie skrev aldrig en roman eller novelle, hvor Poirot og Miss Marple mødtes.

## Udmærkelser
- Præsident for Detection Club, 1967[b]
- Mystery Writers of America Grand Master award, 1954
- New York Drama Critics Circle award, 1955
- D.Litt.: University of Exeter, 1961
- Fellow, Royal Society of Literature, 1950
- C.B.E. (Commander, Order of the British Empire), 1956
- D.B.E. (Dame Commander, Order of the British Empire), 1972

### Anden hæder
I hendes fødeby, Torquay er der flere mindesmærker, som henviser til hendes liv og bidrag til litteraturen.

## Bøger
Agatha Christie udgav 66 krimiromaner og en række noveller, der findes i 14 forskellige samlinger. Under pseudonymet Mary Westmacott udgav hun desuden seks romaner med romantisk indhold.
En samlet oversigt over alle danske udgivelser:
1920: De låsede døre (The Mysterious Affair at Styles) (Udkom på dansk i 1954)
1922: Den hemmelige modstander (The Secret Adversary) (Udkom på dansk 1925)
1923: Den åbne grav (Murder on the Links) (Udkom på dansk 1938)
1924: Mysteriet i Marlow (The Man in the Brown Suit) (Udkom på dansk 1925)
1924: Poirot Historier (Poirot Investigates) (Udkom på dansk 1973)
1925: Brevet der dræbte (The Secret of Chimneys) (Udkom på dansk 1963)
1926: Hvem dræbte? (The Murder of Roger Ackroyd) (Udkom på dansk 1961)
1927: De fire store (The Big Four) (Udkom på dansk 1963)
1928: Det blå tog (The Mystery of the Blue Train) (Udkom på dansk 1952)
1929: De syv Urskiver (The Seven Dials Mystery) (Udkom på dansk 1962)
1929: To om paragrafferne (Partners in Crime) (Udkom på dansk 1964)
1930: Mordet i præstegården (Murder at the Vicarage) (Udkom på dansk 1951)
1930: Den mystiske Mr Quin (The Mysterious Mr. Quin) (Udkom på dansk 1965)
1931: Sittaford-mysteriet (The Sittaford Mystery) (Udkom på dansk 1965)
1932: Døden lurer (Peril at End House) (Udkom på dansk 1960)
1932: Miss Marple rammer plet (The Thirteen Problems) (Udkom på dansk 1964)
1933: Dødens Tegn og Andre Mysterier (The Hound of Death) (Udkom på dansk 1973). Indeholder bl.a. Anklagerens vidne (The Witness for the Prosecution)
1933: Tretten til bords (Lord Edgware Dies) (Udkom på dansk 1962)
1934: Mordet i Orient Ekspressen (Murder on the Orient Express) (Udkom på dansk 1960)
1934: Hvorfor spurgte de ikke Evans? (Why Didn't They Ask Evans?) (Udkom på dansk 1999 – 1. udgave 1965 med titlen Hændeligt uheld)
1934: Mystiske historier (The Listerdale Mystery) (Udkom på dansk 1968)
1934: Parker Pyne, Mesterdetektiven (Parker Pyne Investigates) (Udkom på dansk 1962)
1935: Mord for åbent tæppe (roman) (Three Act Tragedy) (Udkom på dansk 1961)
1935: Døden i skyerne (Death in the Clouds) (Udkom på dansk 1999)
1936: ABC mordene (The A.B.C. Murders) (Udkom på dansk 1960)
1936: Mord i ørkenen (Murder in Mesopotamia) (Udkom på dansk 1963)
1936: Kortene på bordet (Cards on the Table) (Udkom på dansk 1954)
1937: Stumt vidne (Dumb Witness) (Udkom på dansk 1961)
1937: Døden på Nilen (Death on the Nile) (Udkom på dansk 1961)
1937: Mord i smøgen (Murder in the Mews) (Udkom på dansk 1972)
1938: Stævnemøde med døden (Appointment with Death) (Udkom på dansk 1964)
1938: Hercule Poirots jul, også udgivet som som En af mine sønner (Hercule Poirot's Christmas) (Udkom på dansk 1969)
1939: Mord er let, også udgivet som Let at myrde (Murder is Easy) (Udkom på dansk 1999)
1939: En af os er morderen (Ten Little Niggers; også udgivet med titlen And Then There Were None) (Udkom på dansk 1956)
1940: Var hun uskyldig? (Sad Cypress) (Udkom på dansk 1974)
1940: Fine sko med spænder (One, Two, Buckle my Shoe) (Udkom på dansk 1959)
1941: Solen var vidne (Evil Under the Sun) (Udkom på dansk 1966)
1941: N eller M? (N or M?) (Udkom på dansk 1964)
1942: Liget i biblioteket (The Body in the Library) (Udkom på dansk 1960)
1942: Seksten år efter (Five Little Pigs) (Udkom på dansk 1945)
1943: Døden kommer med posten (The Moving Finger) (Udkom på dansk 1962)
1944: Mod nulpunktet (Towards Zero) (Udkom på dansk 1962)
1945: Det ender med mord (Death Comes As the End) (Udkom på dansk 1970)
1945: Var det mord? (Sparkling Cyanide) (Udkom på dansk 1946)
1946: Hollow-mysteriet (The Hollow) (Udkom på dansk 1951)
1947: Hercule Poirots mesterstykker (The Labours of Hercules) (Udkom på dansk 1957)
1948: Den døde vender tilbage (Taken at the Flood) (Udkom på dansk 1960)
1949: Det kringlede hus (Crooked House) (Udkom på dansk 1984)
1950: Invitation til mord (A Murder is Announced) (Udkom på dansk 1951)
1951: De kom til Baghdad (They Came to Baghdad) (Udkom på dansk 1953)
1952: Dommen er afsagt (Mrs McGinty's Dead) (Udkom på dansk 1954)
1952: Spil med spejle (They Do It With Mirrors) (Udkom på dansk 1958)
1953: Blev han myrdet? (After the Funeral) (Udkom på dansk 1955)
1953: En håndfuld rug (A Pocket Full of Rye) (Udkom på dansk 1957)
1954: Ukendt bestemmelsessted (Destination Unknown) (Udkom på dansk 1956)
1955: Huset i Hickory Road (Hickory, Dickory, Dock) (Udkom på dansk 1959)
1956: Dødens tempel (Dead Man's Folly) (Udkom på dansk 1958)
1957: 4:50 fra Paddington (4:50 from Paddington) (Udkom på dansk 1959)
1958: Forsinket alibi (Ordeal by Innocence) (Udkom på dansk 1961)
1959: Katten i dueslaget (Cat Among the Pigeons) (Udkom på dansk 1960)
1960: Agatha Christies bedste Kriminalhistorier (The Adventure of the Christmas Pudding) (Udkom på dansk 1961)
1961: Den gustne hest (The Pale Horse) (Udkom på dansk 1962)
1962: Det forstenede ansigt (The Mirror Crack'd from Side to Side) (Udkom på dansk 1963)
1963: Viseren peger på mord (The Clocks) (Udkom på dansk 1982)
1964: Det caribiske mysterium (Caribbean Mystery) (Udkom på dansk 1965)
1965: Bertrams hotel (At Bertram's Hotel) (Udkom på dansk 1966)
1966: Den tredie pige (Third Girl) (Udkom på dansk 1966)
1967: Endeløs nat (Endless Night) (Udkom på dansk 1969)
1968: Huset ved kanalen (By the Pricking of My Thumbs) (Udkom på dansk 1969)
1969: Det forkerte vidne (Hallowe'en Party) (Udkom på dansk 1970)
1970: Passager til Frankfurt (Passenger to Frankfurt) (Udkom på dansk 1971)
1971: Nemesis (Nemesis) (Udkom på dansk 1972)
1972: Elefanter glemmer aldrig (Elephants Can Remember) (Udkom på dansk 1973)
1973: Skæbnens bagveje (Postern of Fate) (Udkom på dansk 1974)
1974: Gule iris (Poirot's Early Cases) (Udkom på dansk 1972)
1975: Tæppefald (Curtain: Poirot's last Case) (Udkom på dansk 1976)
1976: Hun døde ung (Sleeping Murder) (Udkom på dansk 1976)
1979: Mord efter mål (Miss Marple's Final Cases) (Udkom på dansk 1979)

## Skuespil
Agatha Christie har skrevet manuskriptet til flere skuespil, ligesom en del af hendes romaner er omskrevet for teateret. Det mest kendte er Musefælden. Der findes ikke nogen officiel oversigt over, hvilke der er oversat til dansk. En engelsk oversigt forefindes: 

## Dokumentarer
- Agatha Christie - krimiens ukronede dronning – Tysk dokumentarfilm fra 2018.
- Inside the mind of Agatha Christie- Engelsk dokumentarfilm fra 2019, vist på TV2 Charlie med titlen Tæt på krimidronningen